# Jihadul Islamic Palestinian
Mișcarea Jihadul Islamic în Palestina (în arabă حركة الجهاد الإسلامي في فلسطين, Harakat al-Jihād al-Islāmi fi Filastīn), cunoscută în Occident ca Jihadul Islamic Palestinian (JIP), este o organizație islamistă palestiniană fondată în 1981, al cărui obiectiv este distrugerea Statului Israel și fondarea unui stat palestinian suveran și islamic. JIP a fost desemnată organizație teroristă de Statele Unite, Uniunea Europeană, Regatul Unit, Japonia, Canada, Australia, Noua Zeelandă și Israel. Iranul este unul din principalii finanțatori ai JIP. Ca urmare a acțiunilor israeliene și egiptene împotriva Hamas de la începutul anului 2014, puterea Jihadului Islamic Palestinian a crescut în mod constant, ajutată și de finanțarea din Iran. O altă sursă de finanțare se crede că este Siria.Mișcarea Jihadul Islamic în Palestina a transmis „recunoștința sa fraților din Hezbollah, rezistența islamică din sudul Libanului. În special lui Hassan Nasrallah, pentru atitudinea și sprijinul arătat, fie el financiar, militar sau moral”.
Aripa militară a Jihadului Islamic Palestinian sunt Brigăzile Al-Quds, formate în 1981, active în Cisiordania și Fâșia Gaza. În Cisiordania, orașele unde Brigăzile Al-Quds au cea mai mare influență sunt Hebron și Jenin. Printre operațiunile lor se numără atentate sinucigașe, atacuri împotriva civililor israelieni și tiruri de rachete spre Israel. Jihadul Islamic Palestinian și Hamas am mai multe lucruri în comun, printre ele și faptul că ambele luptă împotriva existenței statului Israel. Ambele grupări au fost formate ca ramuri ale Frăției Musulmane și primesc o mare parte din fonduri de la Iran. Având scopuri similare, Hamas și JIP au executat împreună un număr de operațiuni.

## Membri notabili
- Ramadan Shalah: fondator și actual secretar-general, trăiește în Damasc;
- Fathi Shaqaqi: fondator, asasinat de trăgători ai Mossad;
- Mahmoud Tawalbe: lider important al Jihadului Islamic din Jenin, ucis în timpul Operațiunii „Scutul de Apărare” de un Caterpillar IDF D9;
- Mahmoud Seader: lider din Hebron;
- Hanadi Jaradat: atentatoare sinucigașă, a comis atentatul de la restaurantul Maxim;
- Mohammed Dadouh: comandant important din Gaza, asasinat de o rachetă israeliană pe 21 mai 2006;
- Mahmoud al-Majzoub: membru al Consiliului Shura, ucis de o mașină capcană pe 26 mai 2006;
- Husam Jaradat: comandant important din Jenin, văr al lui Hanadi Jaradat. Asasinat în tabăra de refugiați Jenin, pe 30 august 2006;[17]
- Ayman al-Fayed: comandant important din Fâșia Gaza, asasinat într-o explozie din tabăra de refugiați Bureij, pe 16 februarie 2008;[18]
- Ziad Abu-Tir: comandant important al aripii militare, a fost ucis de o lovitură aeriană israeliană în zona Khan Younis, pe 29 decembrie 2008;[19]
- Khaled Shalan: comandant important,  a fost ucis de o lovitură aeriană israeliană asupra mașinii sale în Gaza, pe 4 martie 2009.[20][21]